# Reimersia
Reimersia là một chi rêu trong họ Pottiaceae.